# Кельвін Мартін

Знімок із досьє

Кельвін Дарнелл Мартін (нар. 24 липня 1964 — пом. 24 жовтня 1987) — відомий у кримінальному світі як «50 Cent» — американський злочинець, який виріс у Бронксі, Нью-Йорк. Пізніше переїхав до Брукліна, де займався пограбуваннями у Форт-Ґріні, в муніципальному мікрорайоні.

## Життєпис
У 80-х Мартін став відомим злодієм, досягши цього завдяки пограбуванням і вбивствам місцевих гаслерів. За чутками, він вкрав ланцюг з шиї Rakim (спростовано мешканцями Брукліна). Натомість Мартін насправді здійснив аналогічні дії з LL Cool J на автостоянці в Брукліні.
Кельвін отримав прізвисько «50 Cent» через свою репутацію, він був готовий напасти на кожного, незалежно від того, скільки грошей особа мала при собі на той час. За іншою версією, одного разу він завершив гру в кості з $500, розпочавши її зі ставкою лише у 50 центів. Прізвисько також може бути натяком на його статуру — ріст: 157 см, вага: 54 кг.
За підрахунками друзів, за все життя Мартін отримав близько 24 кульових поранень і вбив щонайменше 30 людей. 20 жовтня 1987 року Кельвіна застрелили на сходах муніципального житла його подруги. Він помер у лікарні Кінґс-Каунті чотири дні потому. Хуліо «Wemo» Асеведо визнали винним у навмисному вбивстві та засудили «до більш, ніж 10 років ув'язнення». Пізніше в 2013 році поліція міста Нью-Йорк заарештувала Асеведо за спричинення й втечу з місця автомобільної аварії, в якій загинули 3 особи, у Вільямсбурзі, районі Брукліна.
Про Кельвіна Мартіна зняли 2 документальні стрічки: «Infamous Times: The Original 50 Cent» та «The Original 50 Cent: The True Story of the Legend Who Inspired the Biggest Name in Rap». Прізвисько злочинця запозичив для свого сценічного імені Кертіс Джексон. Мартіна також можна помітити на задній обкладинці дебютного студійного альбому реп-дуету Eric B. & Rakim «Paid in Full» (1987).